# Francisc Horvath
Francisc Horvath (ur. 19 października 1928 w Lugoju) – rumuński zapaśnik walczący w stylu klasycznym. Dwukrotny olimpijczyk. Brązowy medalista z Melbourne 1956, odpadł w eliminacjach w Helsinkach 1952. Walczył w kategorii 57 – 62 kg.
Szósty na mistrzostwach świata w 1955 roku.